# Jarrod Dyson
Jarrod Martel Dyson (McComb, 15 agosto 1984) è un giocatore di baseball statunitense, esterno per i Toronto Blue Jays nella Major League Baseball.

## Carriera

### Inizi e Minor League
Dyson frequentò la McComb High School di McComb, Mississippi, sua città natale e si iscrisse al Southwest Mississippi Community College di Summit. Da lì fu selezionato dai Kansas City Royals nel 50º turno, come 1.475ª scelta assoluta del draft MLB 2006, iniziando a giocare nella classe Rookie. Nel 2007 giocò nella classe A e nel 2008 nella classe A-avanzata. Nel 2009 militò nella Doppia-A e nella classe A.

### Major League

#### Kansas City Royals
Debuttò nella MLB il 7 settembre 2010 al Target Field di Minneapolis, contro i Minnesota Twins. Giocò nel corso della stagione 18 partite nella major league, come esterno centro e pinch runner, in cui mise in mostra la propria rapidità. Giocò anche in 71 partite di minor league, in quattro diverse classi.
Dopo avere passato la maggior parte della stagione 2011 nelle minor league, l'anno seguente vide aumentare le proprie presenze a causa dell'infortunio di Lorenzo Cain, concludendo con 102 apparizioni in campo. Nel 2013 terminò con un record in carriera di 34 basi rubate, che migliorò l'anno successivo portandolo a 36, il terzo miglior risultato dell'American League.
Il 28 gennaio 2015, Dyson firmò coi Royals un rinnovo contrattuale di un anno del valore di 1,2 milioni di dollari. Nelle World Series 2015 giocò un ruolo importante nella decisiva gara 5 quando, al 12º inning entrò come pinch runner al posto di Salvador Pérez. Riuscì prima a rubare la seconda base e poi a segnare il punto del primo vantaggio di Kansas City nella partita. I Royals segnarono cinque punti in quell'inning supplementare, vincendo la quarta gara della serie e laureandosi campioni.

#### Seattle Mariners
Il 6 gennaio 2017, Dyson fu scambiato con i Seattle Mariners per Nate Karns. Divenne free agent il 2 novembre.

#### Arizona Diamondbacks
Il 19 febbraio 2018, Dyson firmò con gli Arizona Diamondbacks un contratto valido due anni del valore complessivo di 7.5 milioni di dollari. Divenne free agent al termine della stagione 2019.

#### Pittsburgh Pirates e Chicago White Sox
Il 13 febbraio 2020, Dyson firmò un contratto valido un anno del valore di 2 milioni di dollari con i Pittsburgh Pirates.
Il 28 agosto 2020, i Pirates scambiarono Dyson con i Chicago White Sox per 243,300 dollari di "international bonus pool". Divenne free agent al termine della stagione.

#### Ritorno ai Royals e Toronto Blue Jays
Il 2 marzo 2021, Dyson firmò un contratto annuale del valore di 1.5 milioni di dollari con i Kansas City Royals.
Il 27 agosto 2021, i Toronto Blue Jays prelevarono Dyson dalla lista trasferimenti dei Royals.

## Palmarès
- World Series: 1

Kansas City Royals: 2015